# توميسلاف بوتينا
توميسلاف بوتينا (بالكرواتية: Tomislav Butina) مواليد 30 مارس 1974 في زغرب، جمهورية يوغوسلافيا الاشتراكية الاتحادية، هو لاعب كرة قدم كرواتي دولي سابق كان يلعب كحارس مرمى. اعتزل اللعب عام 2010 مع نادي دينامو زغرب. سبق له أن لعب في كأس العالم لكرة القدم مع منتخب بلاده. بدأ مسيرته الرياضية عام 1992 مع نادي دينامو زغرب. لعب خلال مسيرته 216 مباراة سجل خلالها 0 أهداف.

## المسيرة الاحترافية

### أندية لعب لها
- نادي دينامو زغرب
- نادي كلوب بروج
- نادي أولمبياكوس

## روابط خارجية
- توميسلاف بوتينا على موقع IMDb (الإنجليزية)

- توميسلاف بوتينا على موقع الاتحاد الدولي (مؤرشف)  (الإنجليزية)
- توميسلاف بوتينا على موقع اتحاد كرواتيا (الكرواتية)
- توميسلاف بوتينا على موقع قاعدة بيانات كرة القدم.إي يو (الإنجليزية)
- توميسلاف بوتينا على موقع ناشيونال فوتبول تيمز (الإنجليزية)
- توميسلاف بوتينا على موقع Soccerway.com (الإنجليزية)
- توميسلاف بوتينا على موقع عالم كرة القدم.نت (الإنجليزية)